# Malmö centralstation

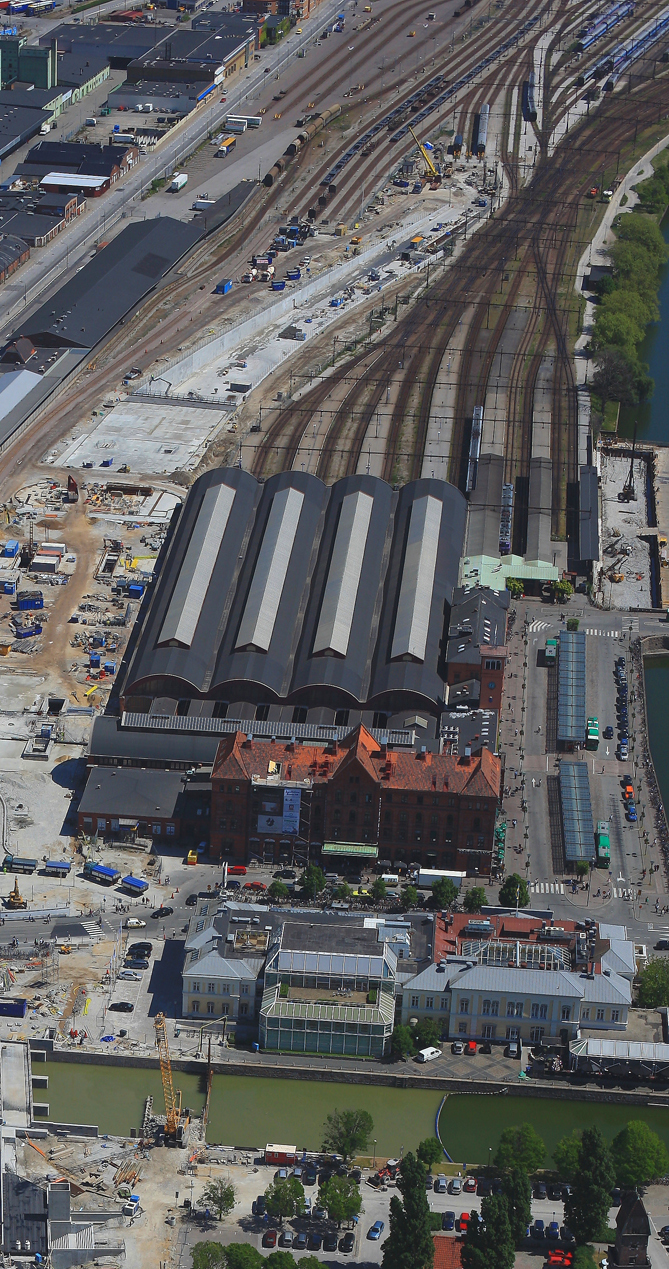
A pályaudvar madártávlatból

Malmö centralstation (magyarul: Malmői központi pályaudvar) egyike Svédország legnagyobb vasúti fejpályaudvarainak. 1876-ban nyílt meg. Évente 17 millió utas fordul meg itt, ezzel a harmadik legforgalmasabb svéd pályaudvar Stockholms centralstation és Göteborgs centralstation után. A Malmői alagút 2010-es megnyitása után egyes vonatok számára átmenő állomássá vált.

## Vasútvonalak
Az állomást az alábbi vasútvonalak érintik:
- Koppenhága–Fredericia/Taulov-vasútvonal

- Södra stambanan
- Koppenhága-Malmö-vasútvonal
- Continental Line

## Kapcsolódó állomások
A vasútállomáshoz az alábbi állomások vannak a legközelebb:
- Triangeln (Koppenhága főpályaudvar, Koppenhága-Malmö-vasútvonal)
- Arlöv railway station (Katrineholm central station, Södra stambanan)
- Östervärn Station (Trelleborg Central Station, Continental Line)
- Lomma railway station

## Képgaléria

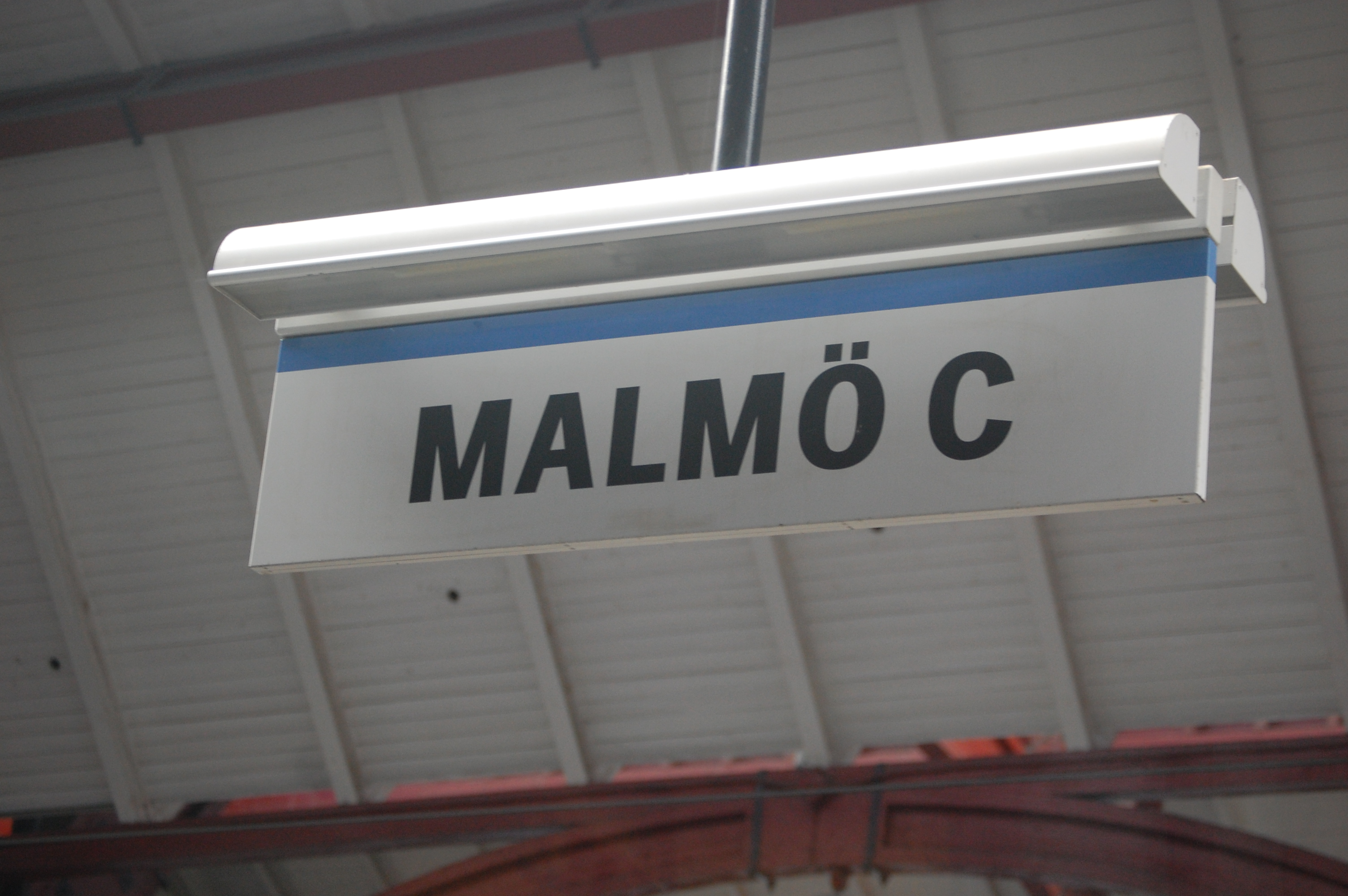
Malmö centralstation állomásnévtábla
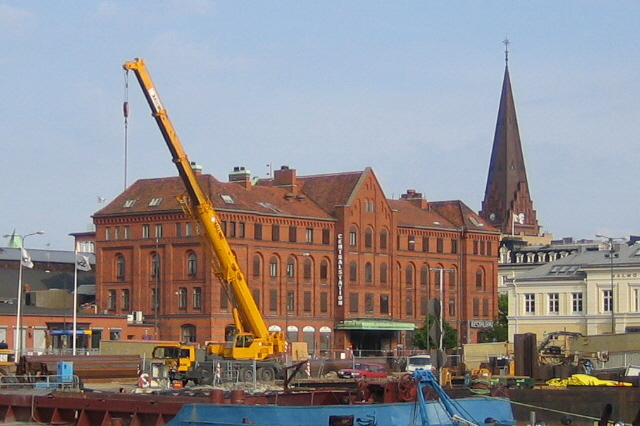
Malmö centralstation kívülről
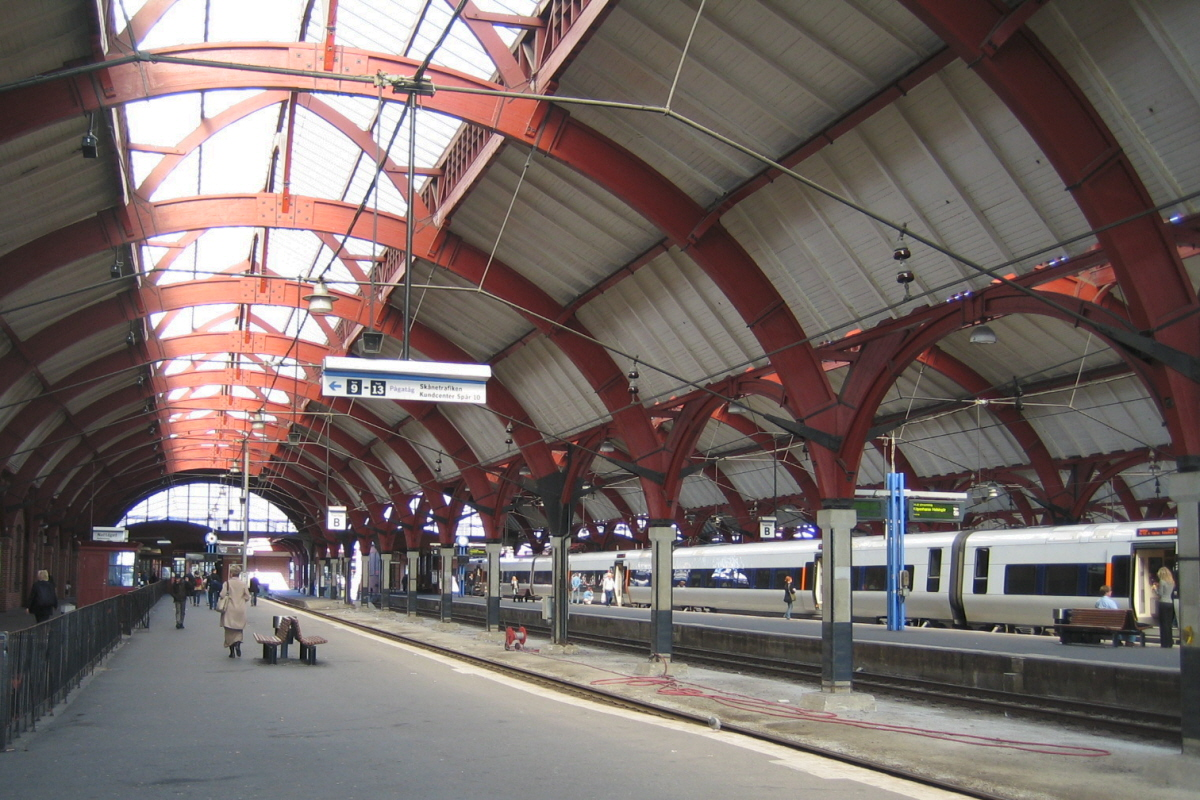
A csarnok belülről
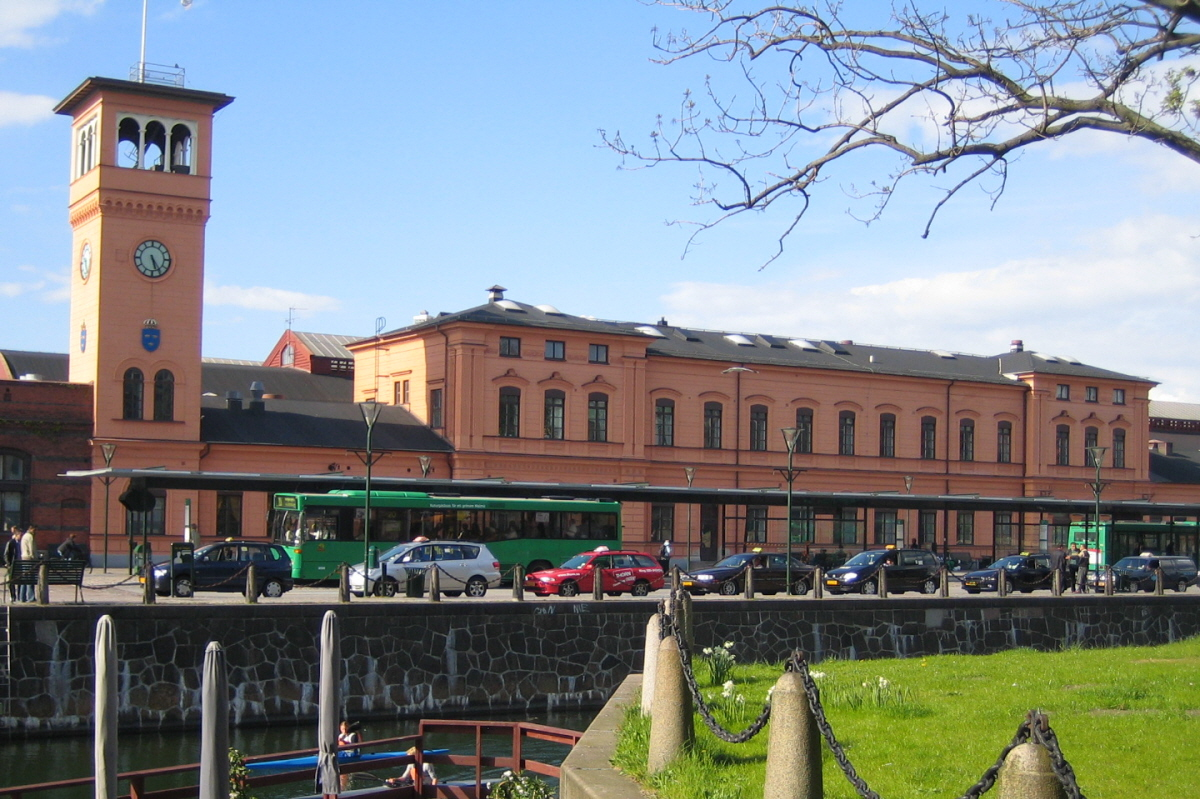
A homlokzat
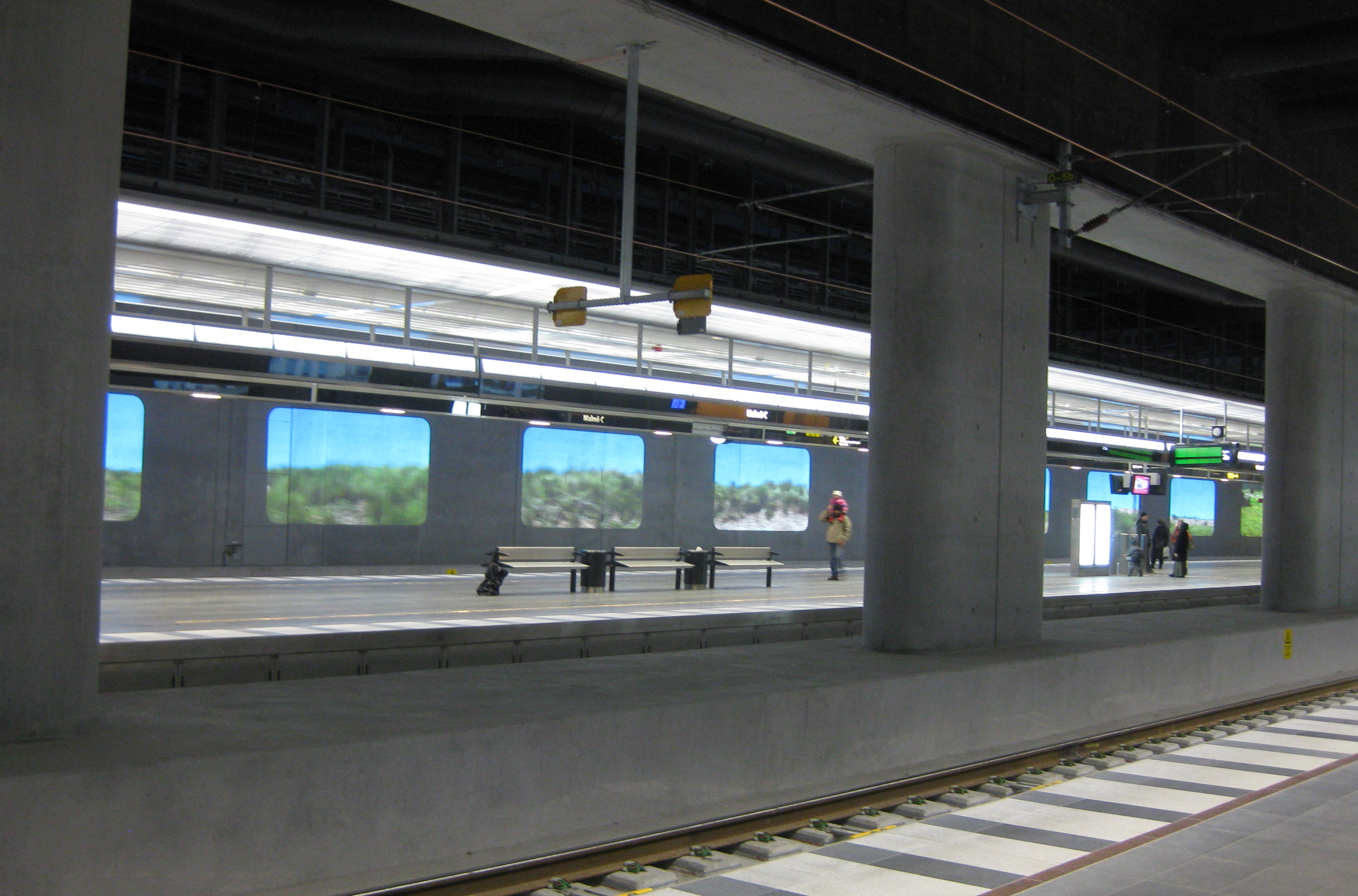
A peronok
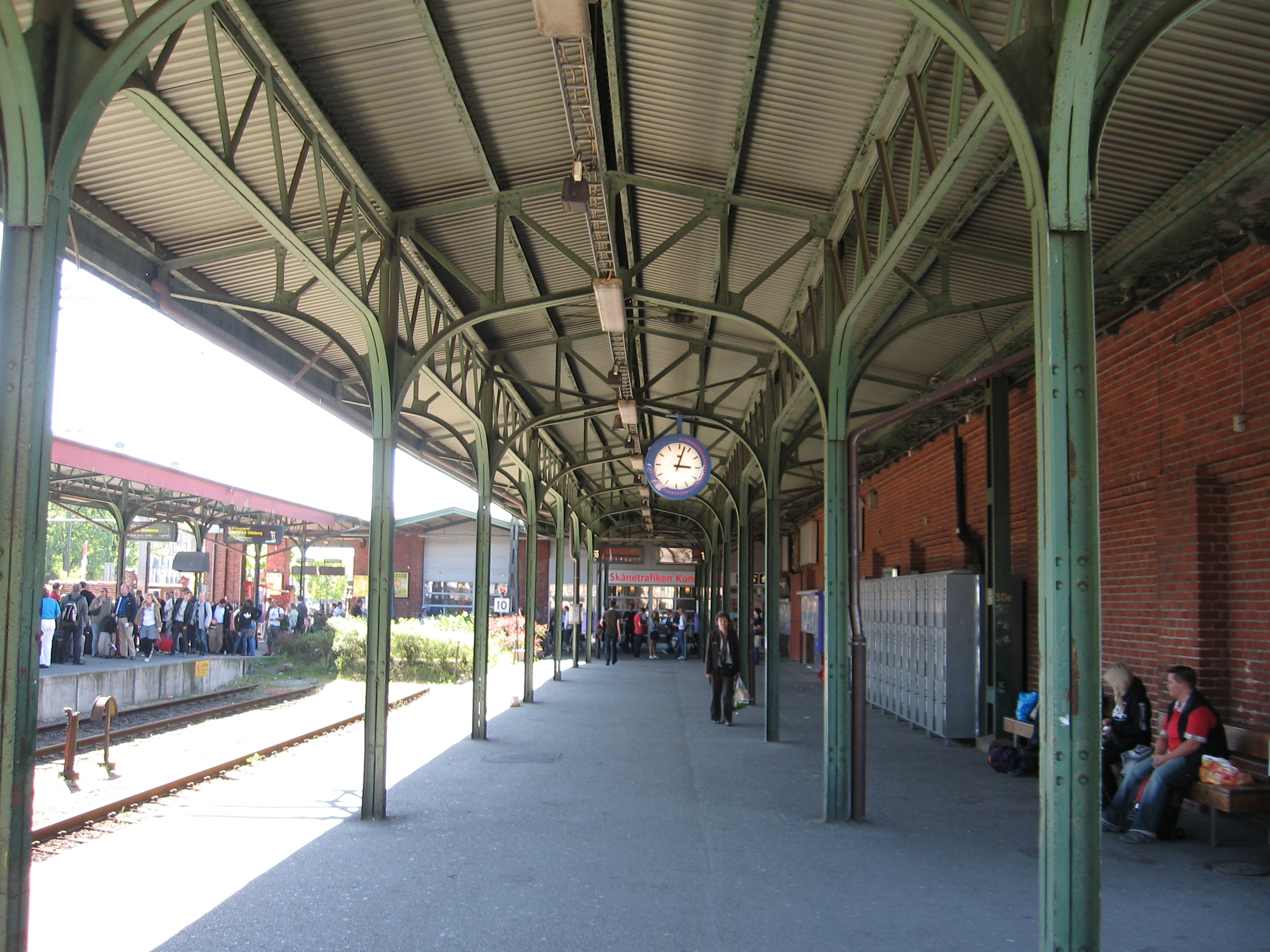
A perontető
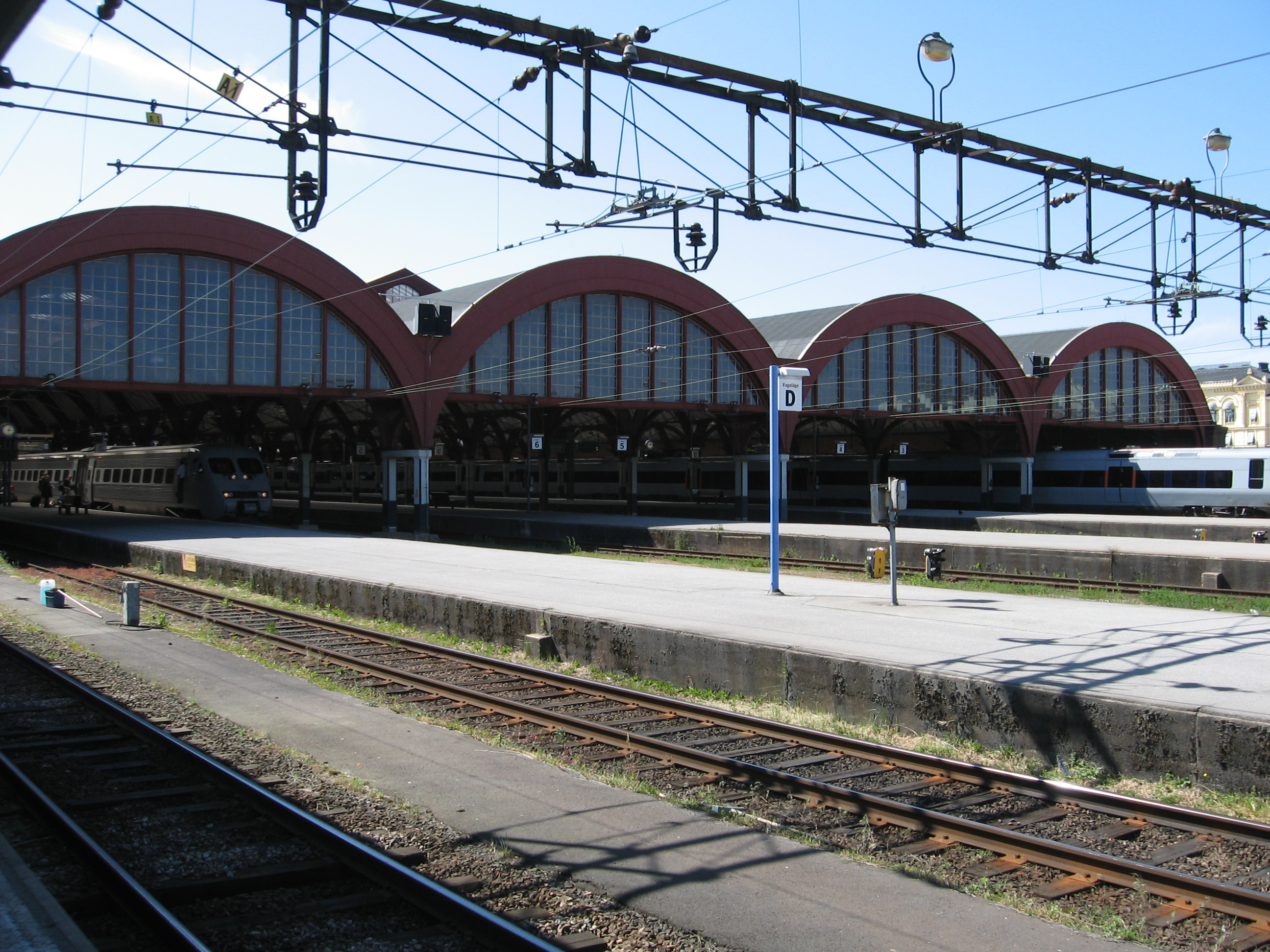
A csarnok bejárata
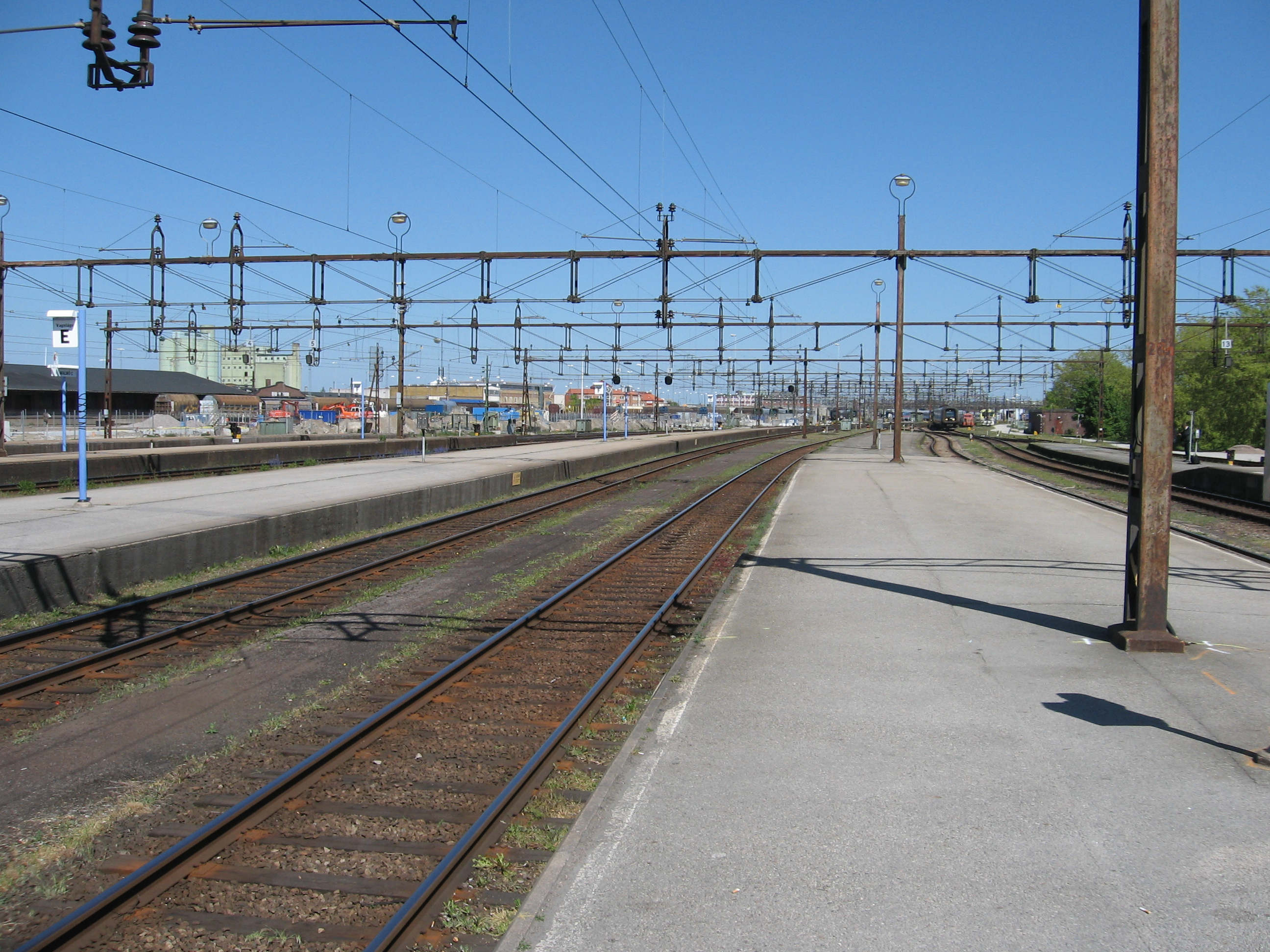
A külső vágányok
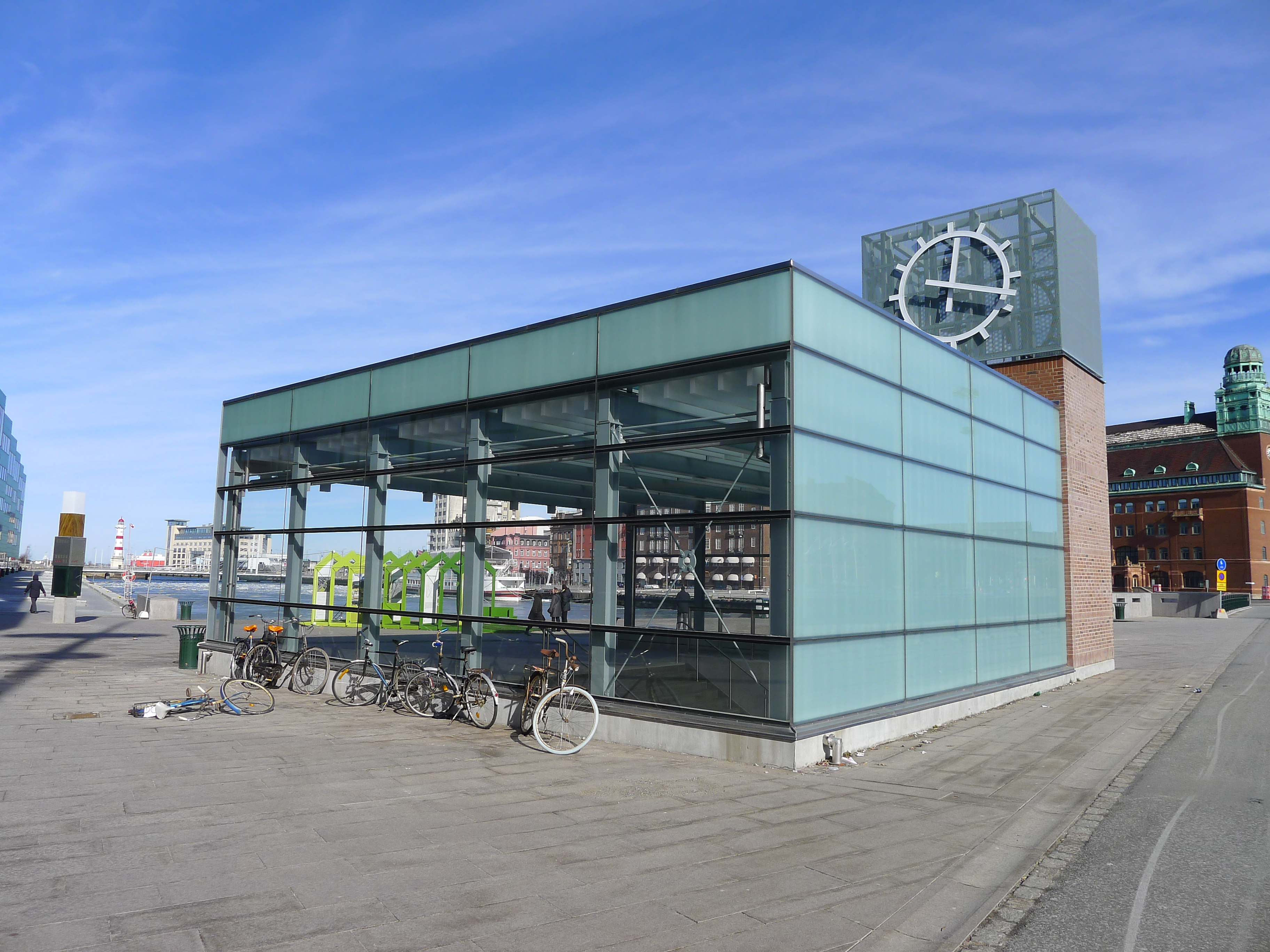
A mélyállomás lejárata
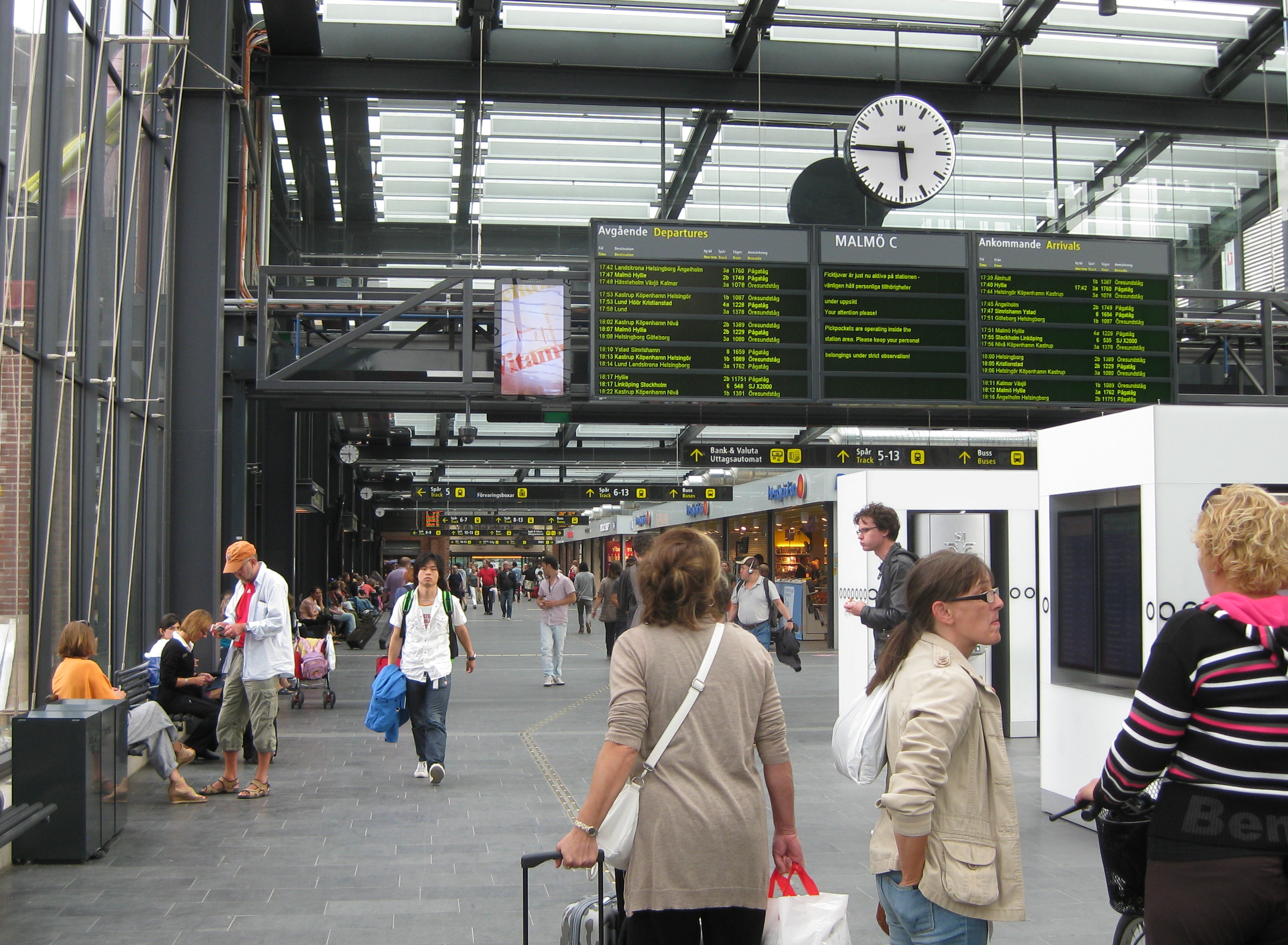
Az üvegcsarnok
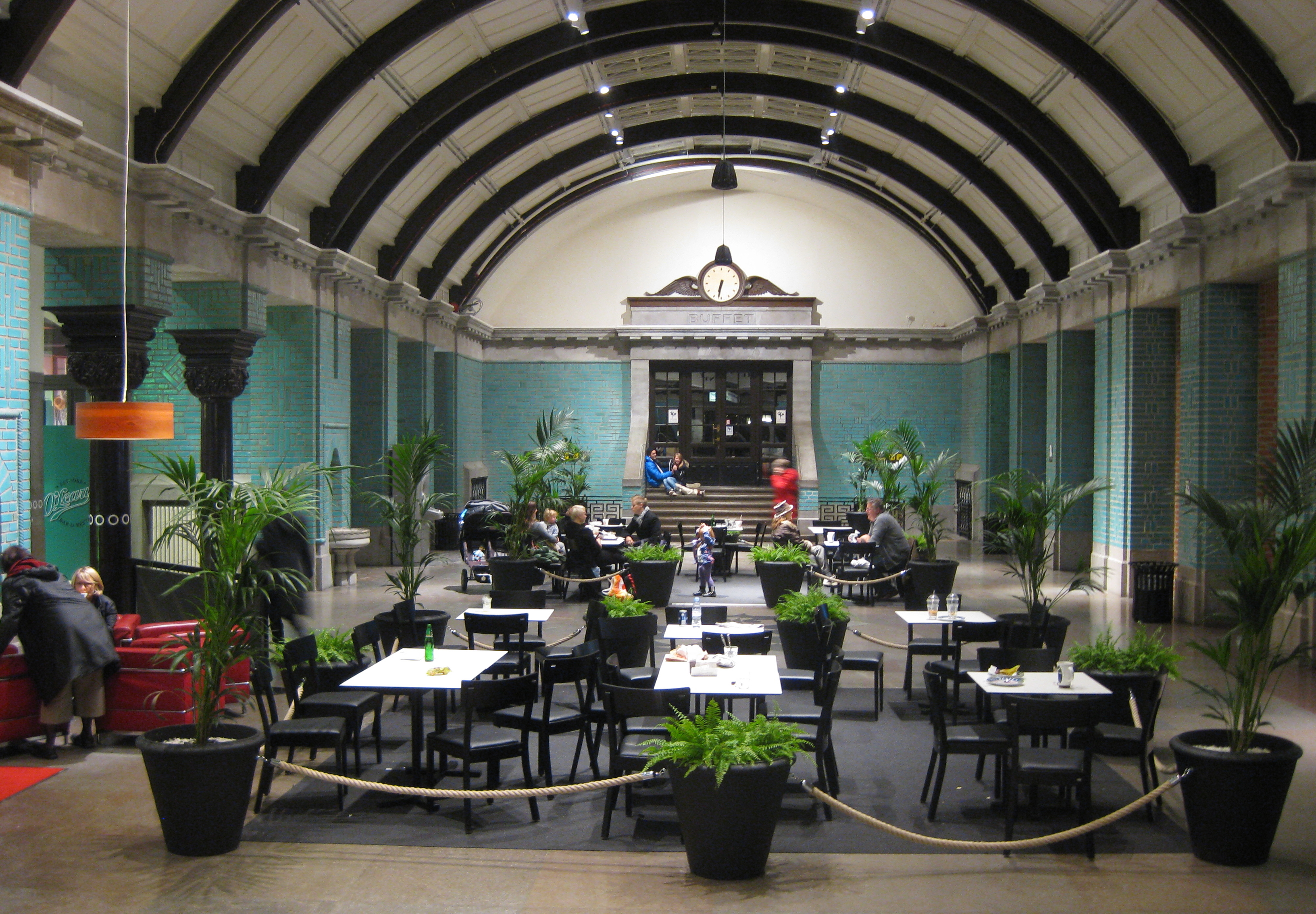
A zöld csarnok
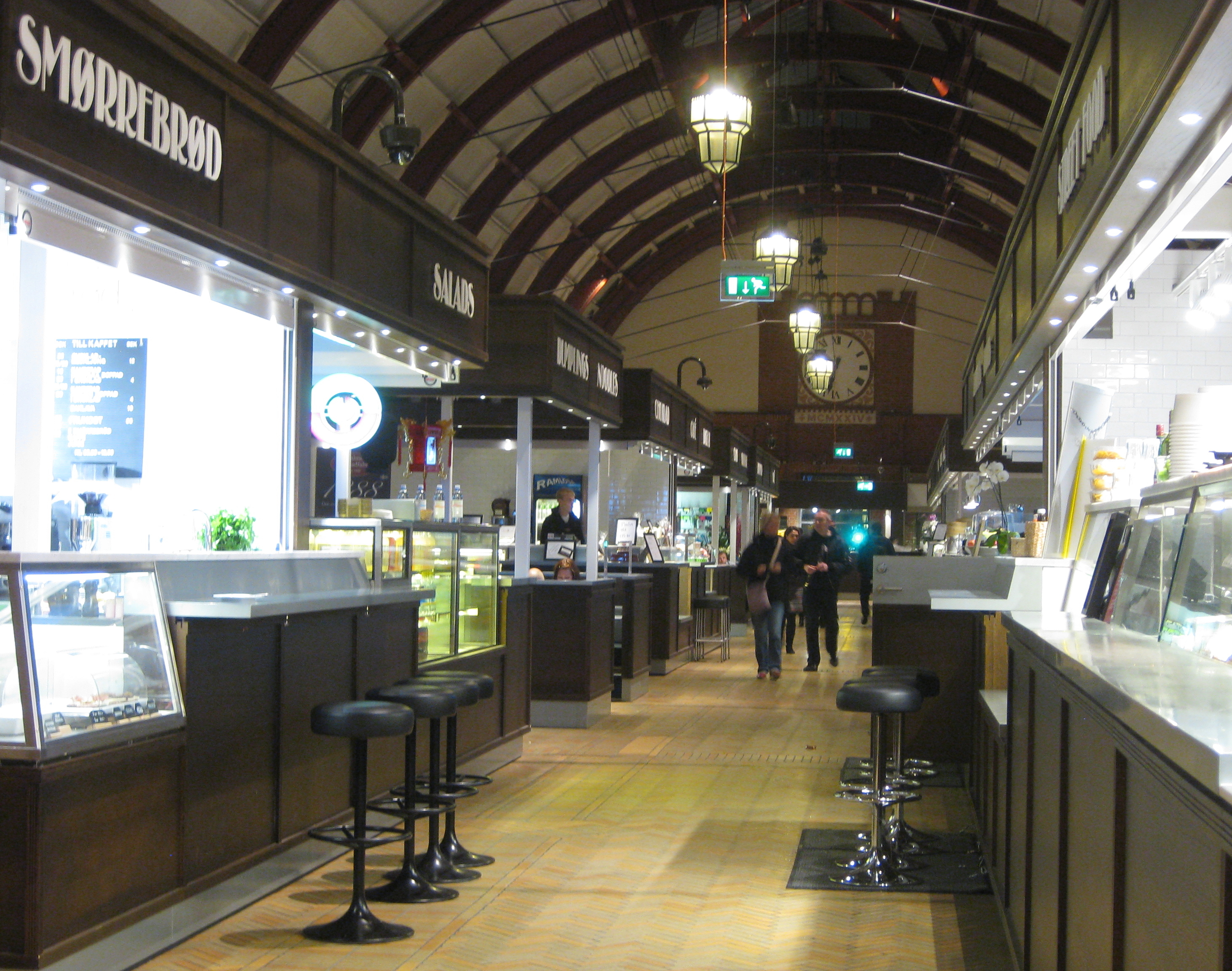
A vásárcsarnok

## Operátorok
Az állomást az alábbi vasúttársaságok használják:
- SJ
- Skånetrafiken
- Oresundtrain